# 司美匹韋
司美匹韋（英語：Simeprevir），是一種抗病毒藥物，常與其他藥物併用治療C型肝炎。本品主要用於治療C型肝炎第一及四型基因型，常見的市售藥名為奧利西奧（英語：Olysio）。可联合使用的藥物有索非布韋、利巴韋林及聚乙二醇干扰素-α。此藥治療C型肝炎的治癒率高達八至九成，同時罹有愛滋病的患者也可以使用。通常的療程為每天口服一次，持續12週。
常見的副作用為有疲倦感、頭痛、起紅疹、搔癢及畏光。若患者有B型肝炎病史，亦可能會使相關潛伏疾病復發。肝臟功能嚴重不佳者不建議使用，懷孕的患者如果併用利巴韋林可能影響胎兒；與索非布韋併用是否安全，則尚無定論。本品屬於C型肝炎病毒蛋白酶抑制劑（HCV protease inhibitor），可透過抑制病毒的蛋白酶活性以阻止病毒複製增生。
司美匹韋係由Medivir AB和楊森製藥研發，2013 年在美國通過核准使用，2019 年已從世界衛生組織基本藥物標準清單除名。截至2015年，仍無學名藥在市面上流通；同年在英國，一套療程包含利巴韋林、長效型干擾素α 需花費約 29,700 英鎊，而在美國，一套療程包含索非布韋則須花費超過 17.1 萬美元，包含司美匹韋成分則需花費 66,360 美元。

## 附註
1. 1 2 3 4 5 6 7 8 9 10  . The American Society of Health-System Pharmacists.   [30 November 2016]. （原始内容存档于2016-12-01）.
2. 1 2 3  Hamilton, Richart. . Jones & Bartlett Learning. 2015: 80. ISBN 9781284057560.
3. ↑  . www.hcvguidelines.org. October 2016  [1 December 2016]. （原始内容存档于2016-12-07）.
4. ↑  Majumdar, A; Kitson, MT; Roberts, SK. . Alimentary Pharmacology & Therapeutics. June 2016, 43 (12): 1276–92. PMID 27087015. doi:10.1111/apt.13633.
5. ↑  Brochot, E; Helle, F; François, C; Castelain, S; Capron, D; Nguyen-Khac, E; Duverlie, G. . Scandinavian Journal of Gastroenterology. April 2015, 50 (4): 470–8. PMID 25396710. doi:10.3109/00365521.2014.978364.
6. ↑  Grubbs, Robert H.; O'Leary, Daniel J. . John Wiley & Sons. 2015: 699  [2019-09-30]. ISBN 9783527694020. （原始内容存档于2021-08-29） （英语）.
7. ↑  DUGUM, M.; O'SHEA, R. . Cleveland Clinic Journal of Medicine. 2014, 81 (3): 159–172. PMID 24591471. doi:10.3949/ccjm.81a.13155.
8. ↑  . 2019. hdl:10665/325773.
9. ↑  . PMLive. 16 January 2015  [1 December 2016]. （原始内容存档于2016-12-02）.
10. ↑  Smith, Michael. . MedPageToday. 28 February 2015  [1 December 2016]. （原始内容存档于2016-12-01）.